# بلال محمد (لاعب كرة قدم)
بلال محمد رجب، من مواليد 2 يونيو 1986، لاعب كرة قدم قطري، ويلعب في منتخب قطر لكرة القدم.
لعب أغلب مشواره الكروي مع نادي الغرافة و وقع مع نادي المرخية عام 2017 و وقع نادي أم صلال عام 2018 .

## كأس الخليج 2004
و قد سجل هدف في مرمى منتخب العراق لكرة القدم.

## روابط خارجية
- بلال محمد على موقع قاعدة بيانات كرة القدم.إي يو (الإنجليزية)
- بلال محمد على موقع ناشيونال فوتبول تيمز (الإنجليزية)
- بلال محمد على موقع Soccerway.com (الإنجليزية)
- بلال محمد على موقع كووورة